# Bánffy Dénes (főispán, 1630–1674)
Losonci báró Bánffy Dénes (avagy II. Dienes; 1630 körül – Bethlen, 1674. december 17., 18., vagy 19.), erdélyi főúr, 1664 és 1674 között a fejedelmi tanács tagja.

## Életpályája
1659 júniusától a fejedelmi tábla ülnöke. II. Rákóczi György, Rhédey Ferenc, a fejedelmi szék fölötti viszályok idején Kemény János és I. Apafi Mihály bizalmi embere, 1659-től Doboka főispánja, 1666 szeptemberétől Kolozsvár városának és 1667 februárjától Szamosújvár kapitánya, 1667 áprilisától Kolozs vármegye főispánja, 1664–1674 között a fejedelmi tanács tagja volt. Bánffy aktívan közbenjárt és segített Apafi krími tatár fogságából (1659–1660) való kiszabadításánál a váltságdíj összegyűjtésében.
Családja részére sok birtokot szerzett; 1664 szeptemberében például Gyalu várát, majd Bécsben jártakor megkapta a bárói rangot is. Bánffy fokozatosan szembekerült sógorával, Apafival. Kemény Jánosnak volt a híve, aki viszont Apafi nagy ellensége, ellenlábasa volt. Véglegesen 1665-ben mérgesedett el a viszony Bánffy és Apafi között. Az Apafi által visszakövetelt vagyon között volt Gyalu vára és birtokai, amelybe már Bánffy beköltözött, és amelynek felújítására sok ezer tallért költött. A fejedelem felajánlott cserébe más várat – például Szamosújvárt –, de Bánffy nem volt hajlandó kiköltözni Gyaluból és minden más ajánlatot visszautasított.
Apafi ingatag jellemű ember volt, akit felesége, Bornemisza Anna és kancellárja, Teleki Mihály erősen befolyásoltak. Bánffy sorsát az pecsételte meg, hogy mohósága és vagyonának agresszív gyarapítása miatt szembekerült más, Apafit támogató (Bethlen János – Bethlen Miklós – Béldi Pál) főurakkal is, akik 1674 tavaszán elfogták és az országgyűlés december 17-én halálra ítélte. Végül Apafi, Teleki Mihály kancellár nyomására aláírta az ítéletet, és Bánffyt – Bornemissza Anna fejedelemasszony közbenjárása ellenére – lefejezték.
Fia, Bánffy György lett a Habsburg Birodalomhoz csatolt Erdély első főkormányzója (gubernátor).

## Emlékezete
- A bonchidai Bánffy-kastély építkezését ő kezdte el. Később leszármazottai olyan színvonalú kastéllyá építették, amelyet „erdélyi Versailles”-ként emlegettek.
- Bánffy Dénes alakját Jókai Mór is megörökítette Erdély aranykora című munkájában.